# اعتراف بطرس بالمسيح

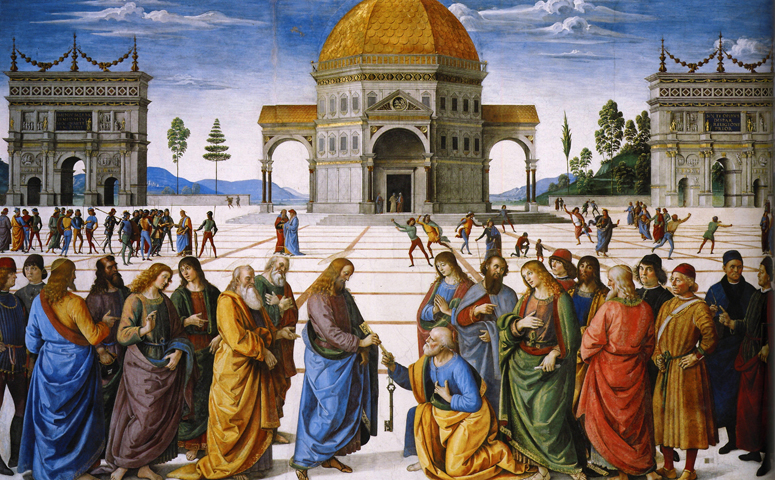
أيقونة تظهر تسليم مفاتيح الملكوت رمز السلطة للقديس بطرس كما هو
وارد في الفصل السادس عشر من إنجيل متى؛ بريشة بورغينو 1482.

اعترف بطرس بالمسيح، وأكبر تغطية للموضوع ذكرت في إنجيل متى 16: 17-19، يعتبر الحدث في ترتيب بعد حدث التجلي، اعترف به قبيل الشروع بالرحلة الأخيرة نحو القدس، والتي كانت خاتمة رسالة المسيح العلنية. تم الاعتراف في قيصرية فيلبس، التي تقابل في المعايير المعاصرة بانياس الحولة، ويعتبر من النصوص الخلافية في التفسير، بين المذاهب المسيحية المختلفة.

## الرواية حسب العهد الجديد

### في قيصرية فيلبس
حسب رواية العهد الجديد، فخلال تواجد المسيح مع تلاميذه، في قيصرية فيلبس، سأل المسيح التلاميذ، من يقول الناس أنه هو؛ فأجاب البعض بأنه أرميا أو إيليا أو أحد الأنبياء وقد قام من بين الأموات، غير أنّ بطرس، أجاب: «أنت هو المسيح، ابن الله الحي».
كان جواب المسيح، «طوبى لك يا سمعان بن يونا، فأنه لا لحم ولادم قد أعلن لك هذا، بل أبي الذي في السماوات»؛ ومن ثمّ منحه اسمًا جديدًا هو «صخر» والتي تعني في اللغة اليونانية «بطرس»، وأنه على هذه الصخرة سيبني الكنيسة، بل وأيضًا: «أعطيك مفاتيح ملكوت السموات، فكل ما تربطه على الأرض يكون مربوطًا في السماء؛ وكل ما تحلّه على الأرض يكون محلولاً في السماء».متى 16] يُعرف هذا النص من إنجيل متى في الكنيسة الكاثوليكية باسم «إنجيل الكنيسة»، ففيه يقول المطران حبيب باشا غدا بطرس رئيسًا لها وذو سلطة فعبارة «الحل والربط» القادمة من التراث اليهودي والتقليد الرّابّي تعني التحريم والتحليل وبالتالي ملئ السلطة. تعتقد الكنيسة الكاثوليكية أن سلطة بطرس الممنوحة له بموجب هذا النص شبيهة بسلطة يوسف النبي والتي وهبها له فرعون، ويقول سفر التكوين بهذا الخصوص أن يوسف أصبح: «سيدًا لجميع أهل فرعون، وذو سلطان على جميع أرض مصر».تكوين 45] فتقدّم بطرس ليس تقدمًا شرفيًا أو فخريًا فقط بل هو معضود بسلطة ممنوحة لهم، رغم أن جميع الرسل بدورهم ذوي سلطة بشكل منفرد أو مجتمعين كما حصل عند انتخاب ميتا خلفًا ليهوذا الإسخريوطي فالسلطة الخاصة لبطرس، لا تعني سلطة مطلقة أو احتكاريّة. أما بما يخصّ ديمومة السلطة، أي انتقالها لخلفاء بطرس والرسل، فهو نابع من ضرورة استمرار الكنيسة واستمرار السلطة فيها، وإلا لزالت كل سلطة في الكنيسة بوفاة الرسل. يقول المطران حبيب باشا في هذا الخصوص: «إن سلطة الأساس المبني على صخر، توحي بالثبات والاستقرار والديمومة، لا بدّ للسلطة الكنيسة وسلطة بطرس من الاستمرار والبقاء، فتتخطى شخصه الزائل وتنتقل حكمًا إلى خلفائه كما سلطة سائر الرسل».

### إرهاصات الاعتراف

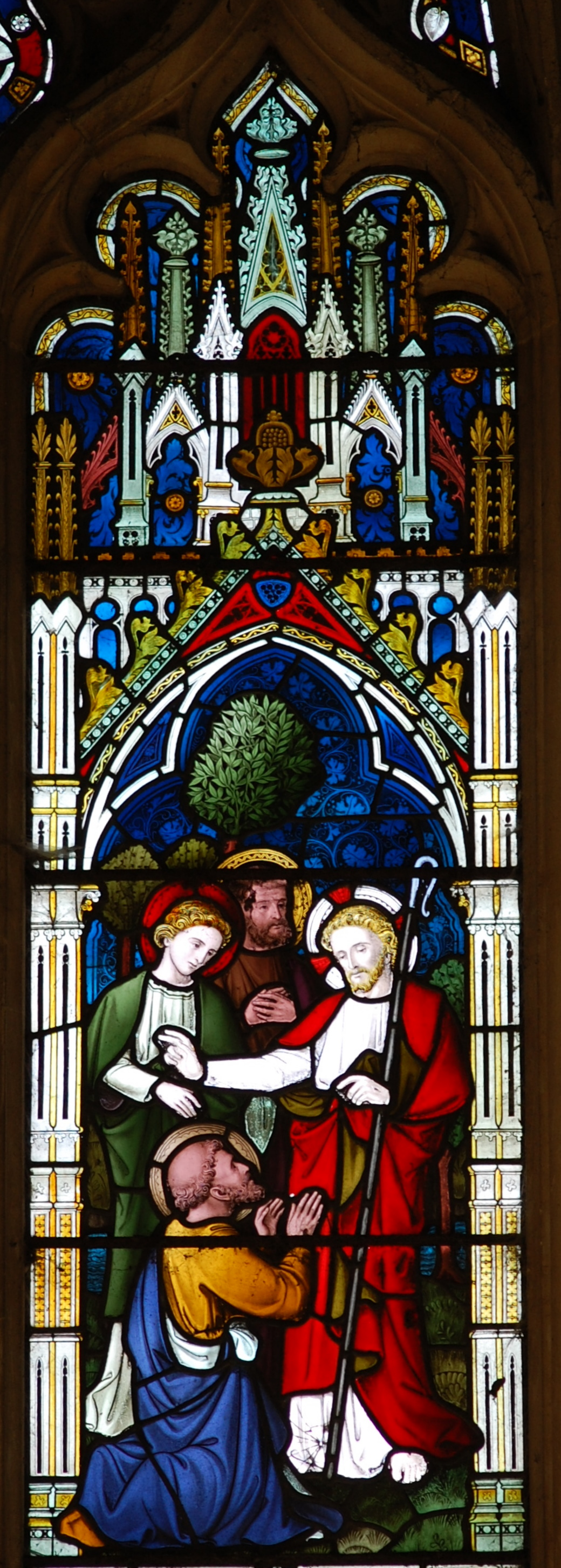
نافذة من الزجاج الملون تصور اعتراف بطرس بالمسيح كما ورد في إنجيل لوقا 9: 20: "ولكن من تقولون أني أنا؟" أجاب بطرس: "المسيح الله"

استنادًا إلى الاعتراف البطرسي، حسب التقليد الكنسي، فإنّ المسيح قد كلّف بطرس في ختام العشاء الأخير، إذ قال له يسوع: «سمعان، سمعان! هوذا الشيطان قد طلب مني بإلحاح أن يغربلكم كالحنطة وأنا صليّت لأجلك لكي لا يتزعزع إيمانك. وأنت متى عدت ثبت إيمان إخوتك».لوقا 22] أيضصا ففي خاتمة إنجيل يوحنا، حين سأل يسوع بطرس ثلاث مرّات إن كان يحبّه، وهو ما رأى فيه آباء الكنيسة تكفيرًا عن المرّات الثلاث التي أنكره فيها. وفي كل مرّة كان يطلب يسوع منه «رعاية القطيع». يستخدم النص السابق في الكنيسة الكاثوليكية لإثبات البابوية: «فبطرس سيموت، لكن القطيع باقٍ؛ فلا بدّ من راعي يواصل مهمة بطرس، لذلك يجب أن تكون رعاية القطيع مستمرة ودائمة، فتنقل السلطة بعد وفاته إلى خلفاءه ما دام للكنيسة وجود على الأرض».

## مواقع خارجية
- اعتراف بطرس اللاهوتي -الأنبا تكلا.
- اعتراف بطرس: أنت هو المسيح - الشبكة الرعائية الأرثوذكسية.